# Toba-Kakar
Toba-Kakar és una serralada muntanyosa al Pakistan, al nord del Balutxistan (regió) que forma la frontera entre aquesta província del Pakistan i l'Afganistan. És una branca de la serralada de Safed Koh, amb tres serres paral·leles que ascendeixen gradualment en direcció sud-oest des dels 1.500 msnm a Gumal fins als pics de Sakir (3.139 msnm), Kand (3.344 msnm) i Nigand (2.926 msnm). Des d'allí descendeix a l'oest a l'altre costat de Chaman, i gira al sid-oest continuant amb el nom de Khwaja Amran i de Sarlath fins que acaba unida a la serralada Central de Makran després d'un desenvolupament d'uns 500 km.
Els rius principals són el Kundar i el Zhob i la zona que reguen és anomenada pels habitants com Kakar Khorasan; la part a l'oest del pic Kand és anomenada Toba i era habitada pels paixtus achakzai. Els importants passos de Khojak i Ghwazha es troben al Khwaja Amran.